# 20556 Міджкімбл
20556 Міджкімбл (20556 Midgekimble) — астероїд головного поясу, відкритий 9 вересня 1999 року.
Тіссеранів параметр щодо Юпітера — 3,524.
Названий на честь Мідж Кімбл (англ. Midge Kimble) — вчительки середньої школи в містечку La Canada Flintridge в Каліфорнії.